# Polarkreiseisenbahn
| Polarkreiseisenbahn und benachbarte Bahnen |                          |                                        |                                        |
| Streckenlänge: | 1459 km                  |                                        |                                        |
| Spurweite: | 1520 mm (Russische Spur) |                                        |                                        |
| |                          |                                        |                                        |
| \| \| \| von Kotlas \| \| \| \| 0 \| Tschum (Petschora-Eisenbahn km 2200) \| Tschum (Petschora-Eisenbahn km 2200) \| \| \| 6 \| nach Workuta \| nach Workuta \| \| \| 28 \| Nikita \| Nikita \| \| \| 45 \| Ussa \| Ussa \| \| \| 51 \| Jelezkaja (Jelezki) \| Jelezkaja (Jelezki) \| \| \| 75 \| Chorota \| Chorota \| \| \| 97 \| Poljarny Ural \| Poljarny Ural \| \| \| 99 \| Grenze Republik Komi / Jamal-Nenzen \| Grenze Republik Komi / Jamal-Nenzen \| \| \| 118 \| Sob \| Sob \| \| \| 153 \| Charp-Sewernoje Sijanije \| Charp-Sewernoje Sijanije \| \| \| 181 \| Obskaja \| Obskaja \| \| \| \| nach Karskaja \| \| \| \| 196 \| Labytnangi \| Labytnangi \| \| \| \| Ob (geplant) \| \| \| \| 209 \| Salechard \| Salechard \| \| \| \| Jangijugan \| \| \| \| 359 \| Polui \| Polui \| \| \| 489 \| Jarudei \| Jarudei \| \| \| 589 \| Nadym \| Nadym \| \| \| \| Nadym (im Bau) \| \| \| \| \| Stary Nadym \| \| \| \| \| Nowy Chorei \| \| \| \| 699 \| Pangody \| Pangody \| \| \| \| Nyda \| \| \| \| 819 \| Nowy Urengoi \| Nowy Urengoi \| \| \| \| nach Jamburg \| \| \| \| \| Korottschajewo \| \| \| \| \| nach Surgut \| \| \| \| \| \| \| \| \| \| Brücke über den Pur \| \| \| \| \| \| \| \| \| 909 \| Urengoi \| Urengoi \| \| \| 1059 \| Wodorasdelnaja \| Wodorasdelnaja \| \| \| \| \| \| \| \| \| Brücke über den Tas \| \| \| \| \| \| \| \| \| 1129 \| Sedelnikowo \| Sedelnikowo \| \| \| \| Kataran \| \| \| \| \| Grenze Jamal-Nenzen/Region Krasnojarsk \| \| \| \| \| Turuchan (unvollendet) \| \| \| \| 1219 \| Janow Stan \| Janow Stan \| \| \| \| Kostjor \| \| \| \| \| von Atschinsk und Lesosibirsk \| \| \| \| \| Jermakowo \| \| \| \| \| \| \| \| \| \| Brücke über den Jenissei \| \| \| \| \| \| \| \| \| 1339 \| Jenisseiskaja \| Jenisseiskaja \| \| \| 1459 \| Igarka \| Igarka \| \| \| \| Dudinka \| \| |                          |                                        |                                        |
| Strecke |                          | von Kotlas                             | von Kotlas                             |
| Bahnhof | 0                        | Tschum (Petschora-Eisenbahn km 2200)   | Tschum (Petschora-Eisenbahn km 2200)   |
| Abzweig geradeaus und nach links | 6                        | nach Workuta                           | nach Workuta                           |
| Bahnhof | 28                       | Nikita                                 | Nikita                                 |
| Brücke über Wasserlauf | 45                       | Ussa                                   | Ussa                                   |
| Bahnhof | 51                       | Jelezkaja (Jelezki)                    | Jelezkaja (Jelezki)                    |
| Bahnhof | 75                       | Chorota                                | Chorota                                |
| Bahnhof | 97                       | Poljarny Ural                          | Poljarny Ural                          |
| Grenze | 99                       | Grenze Republik Komi / Jamal-Nenzen    | Grenze Republik Komi / Jamal-Nenzen    |
| Bahnhof | 118                      | Sob                                    | Sob                                    |
| Bahnhof | 153                      | Charp-Sewernoje Sijanije               | Charp-Sewernoje Sijanije               |
| Bahnhof | 181                      | Obskaja                                | Obskaja                                |
| Abzweig geradeaus und nach links |                          | nach Karskaja                          | nach Karskaja                          |
| Kopfbahnhof Strecke ab hier außer Betrieb | 196                      | Labytnangi                             | Labytnangi                             |
| Brücke über Wasserlauf (Strecke außer Betrieb) |                          | Ob (geplant)                           | Ob (geplant)                           |
| Bahnhof (Strecke außer Betrieb) | 209                      | Salechard                              | Salechard                              |
| Bahnhof (Strecke außer Betrieb) |                          | Jangijugan                             | Jangijugan                             |
| Bahnhof (Strecke außer Betrieb) | 359                      | Polui                                  | Polui                                  |
| Bahnhof (Strecke außer Betrieb) | 489                      | Jarudei                                | Jarudei                                |
| Bahnhof (Strecke außer Betrieb) | 589                      | Nadym                                  | Nadym                                  |
| Brücke über Wasserlauf (Strecke außer Betrieb) |                          | Nadym (im Bau)                         | Nadym (im Bau)                         |
| Abzweig ehemals geradeaus und von links · Betriebs-/Güterbahnhof Streckenende und quer |                          | Stary Nadym                            | Stary Nadym                            |
| ehemaliger Dienststation / Betriebs- oder Güterbahnhof |                          | Nowy Chorei                            | Nowy Chorei                            |
| Dienststation / Betriebs- oder Güterbahnhof | 699                      | Pangody                                | Pangody                                |
| Dienststation / Betriebs- oder Güterbahnhof |                          | Nyda                                   | Nyda                                   |
| Bahnhof | 819                      | Nowy Urengoi                           | Nowy Urengoi                           |
| Abzweig geradeaus und nach links |                          | nach Jamburg                           | nach Jamburg                           |
| Bahnhof |                          | Korottschajewo                         | Korottschajewo                         |
| Abzweig ehemals geradeaus und nach rechts |                          | nach Surgut                            | nach Surgut                            |
| |                          |                                        |                                        |
| |                          | Brücke über den Pur                    |                                        |
| |                          |                                        |                                        |
| Bahnhof (Strecke außer Betrieb) | 909                      | Urengoi                                | Urengoi                                |
| Bahnhof (Strecke außer Betrieb) | 1059                     | Wodorasdelnaja                         | Wodorasdelnaja                         |
| |                          |                                        |                                        |
| |                          | Brücke über den Tas                    |                                        |
| |                          |                                        |                                        |
| Bahnhof (Strecke außer Betrieb) | 1129                     | Sedelnikowo                            | Sedelnikowo                            |
| Bahnhof (Strecke außer Betrieb) |                          | Kataran                                | Kataran                                |
| Grenze (Strecke außer Betrieb) |                          | Grenze Jamal-Nenzen/Region Krasnojarsk | Grenze Jamal-Nenzen/Region Krasnojarsk |
| Brücke über Wasserlauf (Strecke außer Betrieb) |                          | Turuchan (unvollendet)                 | Turuchan (unvollendet)                 |
| Bahnhof (Strecke außer Betrieb) | 1219                     | Janow Stan                             | Janow Stan                             |
| Bahnhof (Strecke außer Betrieb) |                          | Kostjor                                | Kostjor                                |
| Abzweig geradeaus und von rechts (Strecke außer Betrieb) |                          | von Atschinsk und Lesosibirsk          | von Atschinsk und Lesosibirsk          |
| Bahnhof (Strecke außer Betrieb) |                          | Jermakowo                              | Jermakowo                              |
| |                          |                                        |                                        |
| |                          | Brücke über den Jenissei               |                                        |
| |                          |                                        |                                        |
| Bahnhof (Strecke außer Betrieb) | 1339                     | Jenisseiskaja                          | Jenisseiskaja                          |
| Bahnhof (Strecke außer Betrieb) | 1459                     | Igarka                                 | Igarka                                 |
| Kopfbahnhof Streckenende (Strecke außer Betrieb) |                          | Dudinka                                | Dudinka                                |

Die Polarkreiseisenbahn (russisch Трансполя́рная магистра́ль), auch Stalinbahn, Stalineisenbahn oder „Die tote Trasse“ (russisch Мёртвая дорога, „Mjortwaja doroga“) genannt, ist eine in Abschnitten fertiggestellte und teilweise betriebene Eisenbahnstrecke im nordwestlichen Sibirien in Russland, welche die innereurasische Grenze überquert.
Bei durchgehendem Endausbau sollte sie sich auf 1459 km Länge von der Station Tschum (Republik Komi) an der Petschora-Eisenbahn durch den Ural und das Westsibirische Tiefland, darin unter anderem den Ob kreuzend, nach Igarka (Region Krasnojarsk) am Jenissei erstrecken. Während der Bauzeit, von 1947 bis 1953, trug das Gulag-Projekt die Bezeichnungen Nummer 501 und Nummer 503. Die Trasse wurde als strategische Bahn geplant, die zu einem geplanten sowjetischen Kriegsmarine-Stützpunkt führen sollte. Stattdessen verhalf die Bahnabteilung Nummer 503 der Stalinbahn mit ihren Baracken und ihrer in den 1950er Jahren gebauten Infrastruktur zur Entdeckung des größten Erdgasvorkommens der Sowjetunion, des Gasfeldes Urengoi im Jahr 1966.

## Verlauf
Im Westen beginnt die Trasse an der Station Tschum nördlich des Polarkreises, südwestlich von Workuta in der russischen Republik Komi an der Petschora-Eisenbahn etwas nördlich des Flusses Ussa.

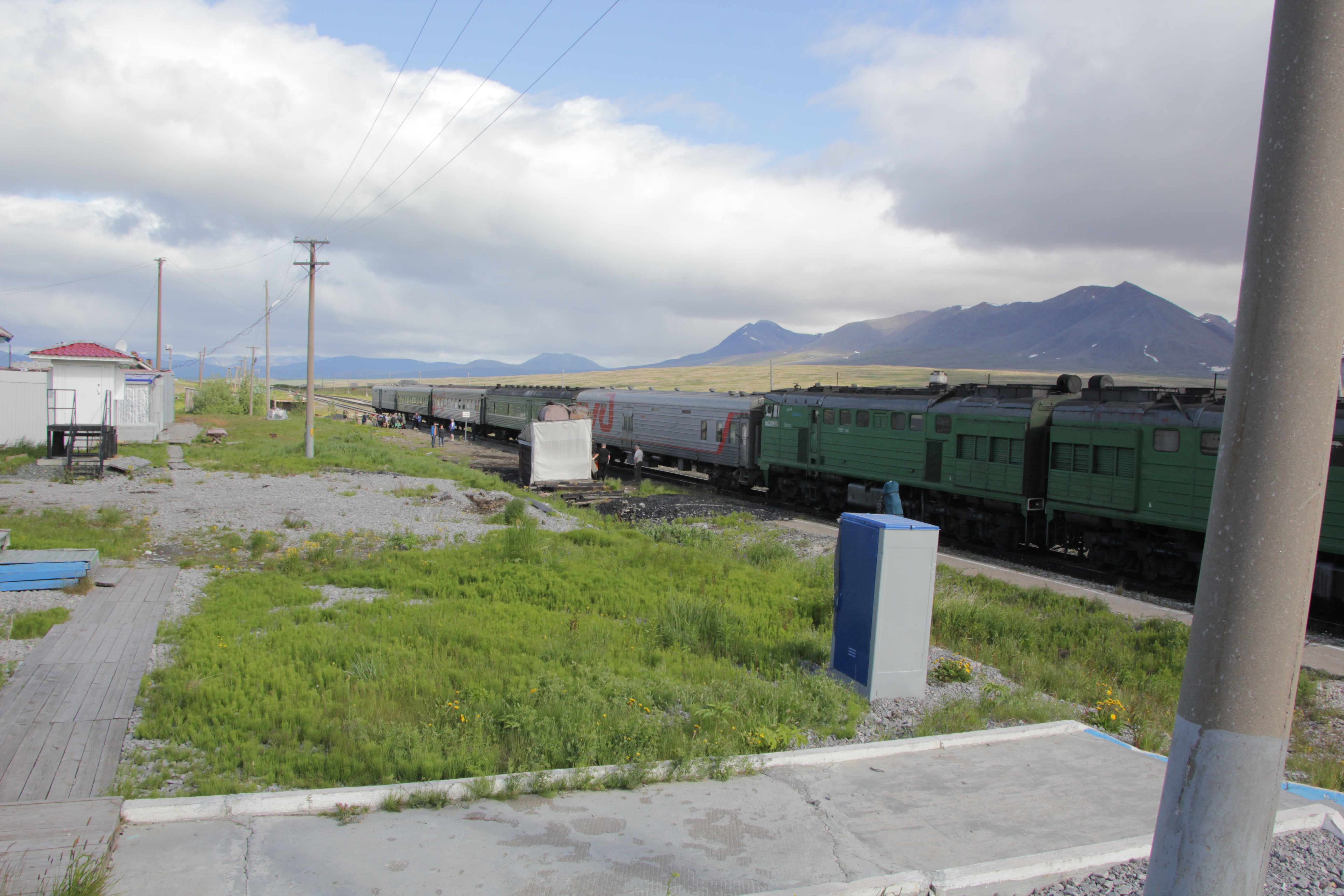
Die Station Poljarny Ural, aufgenommen in Richtung Asien (2014)

Von dort kreuzt ein in Betrieb befindlicher Abschnitt die Grenze der Republik Komi zum Autonomen Kreis der Jamal-Nenzen und führt anfangs ostwärts durch den Polarural aufwärts entlang des Ussa-Zuflusses Jelez zur Ansiedlung Poljarny Ural an der innereurasischen Grenze und an der Scheitellinie des Uralgebirges; dort gibt es ein Stationsgebäude, vier Häuser und ein paar Geräteschuppen. Anschließend verläuft die Strecke abwärts entlang dem Ob-Zufluss Sob zu den Stationen Sob und Charp, um dann südostwärts das großflächige Westsibirische Tiefland zu erreichen, durch das sie fortan verläuft. Bei Obskaja zweigt die Bahnstrecke Obskaja–Karskaja nach Nordosten ab.
Hiernach erreicht die Trasse die Stadt Labytnangi am Ob. Eine Brücke war dort zum jenseits des Ob gelegenen Salechard geplant. Von dort verlief ein heute aufgegebener Streckenabschnitt südlich des Polarkreises über die Stationen Polui und Jarudei südostwärts zur am Nadym gelegenen Stadt Nadym.
Jenseits des Flusses Nadym führt ein im Rahmen der Jamal-Eisenbahnen in Betrieb befindlicher Streckenabschnitt der Polarkreiseisenbahn überwiegend nordostwärts und zugleich entlang der Rechten Chetta zum an diesem Fluss liegenden Pangody. Hiernach führt er ostnordostwärts nach Nowy Urengoi, das am Fluss Jewo-Jacha liegt. Dort zweigt in Richtung Nordnordwesten eine Bahnstrecke zum an der Ostküste des Obbusens liegenden Jamburg ab. Weiter ostsüdöstlich erreicht die Bahnstrecke das am Pur liegende Korottschajewo, wo sie derzeit nahtlos in die Bahnstrecke Ult-Jagun–Korottschajewo übergeht, die nach Südsüdwesten in Richtung Surgut am Ob führt.
Jenseits des Flusses Pur, den die Polarkreiseisenbahn auf einer Brücke hätte überqueren sollen, liegt die Stadt Urengoi: Von dort hätte ein geplanter, aber nicht gebauter Abschnitt der Bahnstrecke ostwärts über die Station Wodorasdelnaja zur bei Sedelnikowo vorgesehenen Brücke über den Tas führen sollen. Jenseits des Flusses verlief die dort baulich begonnene Trasse, die Grenze des Autonomen Kreises der Jamal-Nenzen zur Region Krasnojarsk kreuzend, zur bei Janow Stan vorgesehenen Brücke über den Turuchan, verläuft östlich davon teils entlang dieses Flusses und überquert die Makowskaja (auch Dipkun genannt) nach Kostjor.
Von Kostjor führte ein gebauter, aber aufgegebener Abschnitt der Bahnstrecke, den Fluss Turuchan verlassend, nordostwärts den Fluss Barabanicha kreuzend zum an einer ausgedehnten Schleife des Jenisseis gelegenen Dorf Jermakowo. Dort hätte die Bahnstrecke den Jenissei auf einer nach Jenisseiskaja führenden Brücke überqueren sollen, um dann östlich davon, den Polarkreis nach Norden kreuzend, zum einiges weiter nördlich auch am Jenissei gelegenen Igarka zu führen; während sich dabei der an Jenisseiskaja anschließende Abschnitt nur in Planung befand, war der anschließend weiter zum Endpunkt Igarka führende Teil bereits fertiggestellt, wurde aber auch aufgegeben.

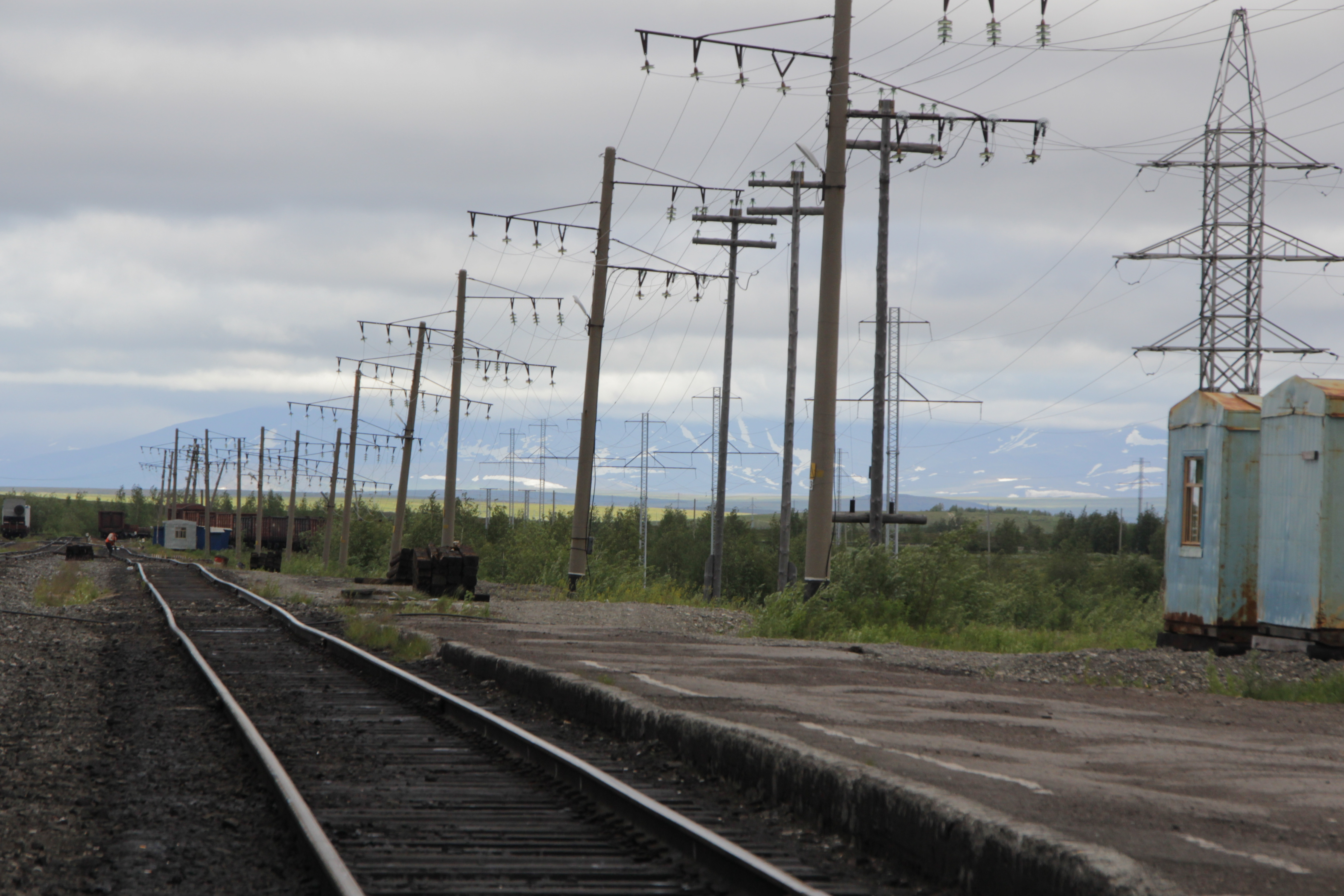
Die Gleise der Station Jelezkaja mit Blick auf den Polarural im Hintergrund (2014)

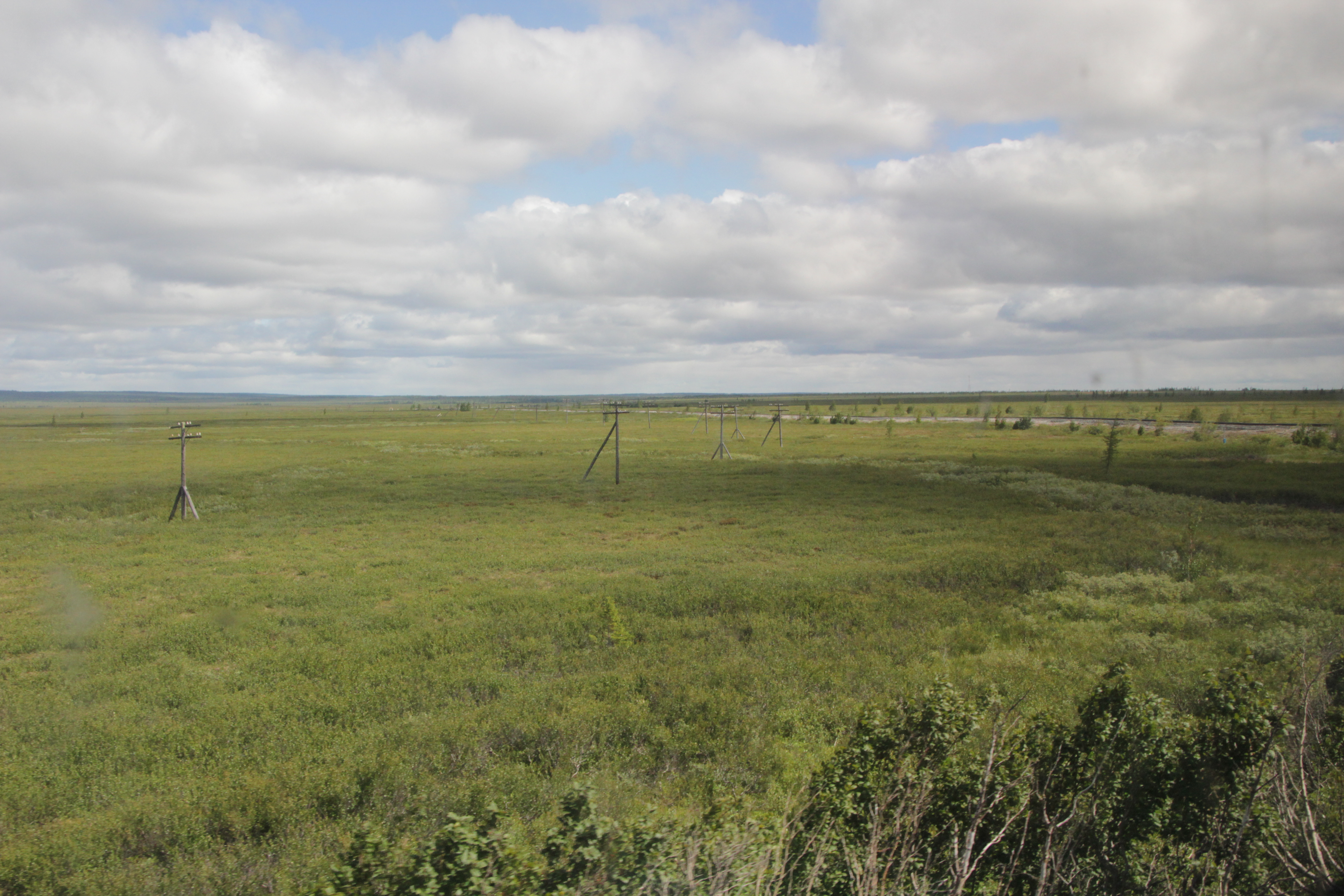
Die Bahntrasse in der Tundra, einige Kilometer von Labytnangi entfernt. Links die Masten der historischen Telefonleitung (2014)

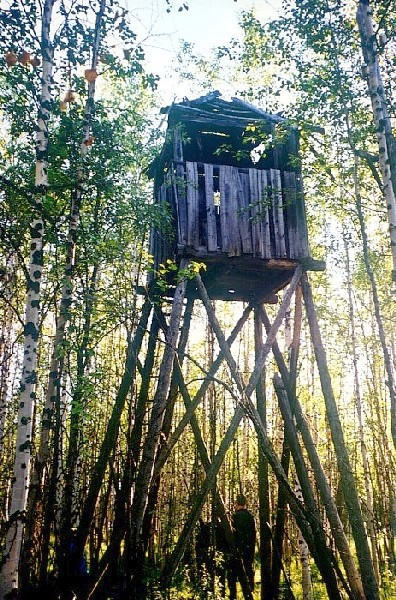
Ein Wachturm des „Projekts 503“, etwa eine Flugstunde von Turuchansk entfernt

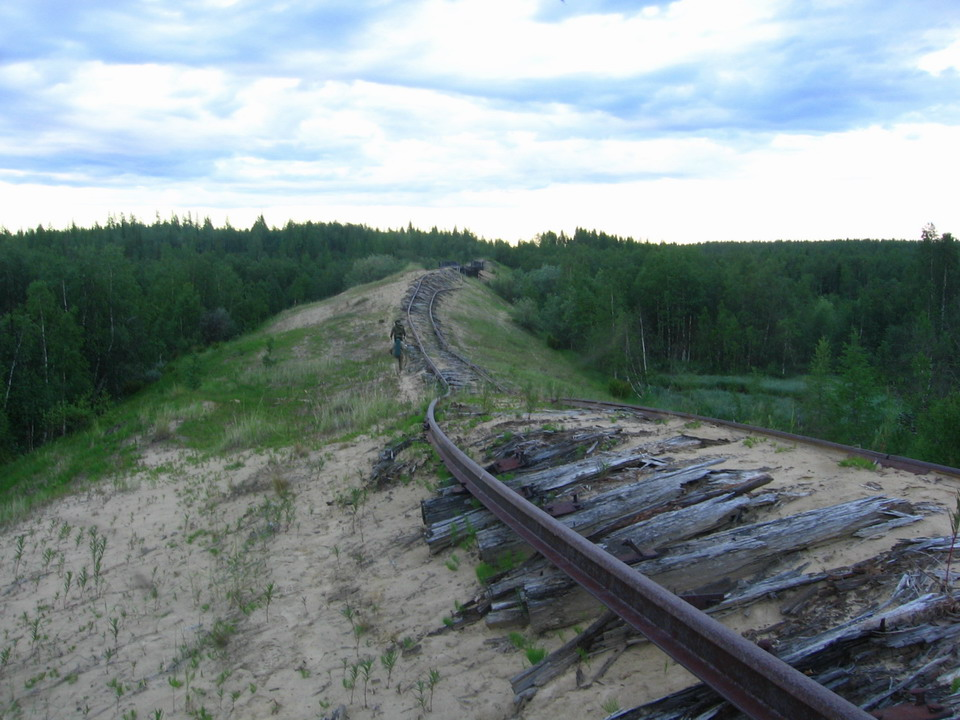
Reste der aufgegebenen Trasse zwischen Salechard und Nadym

## Geschichte

### Überblick
Die Polarkreiseisenbahn wurde mit Trassenführung etwa entlang des nördlichen Polarkreises geplant. Sie sollte von Tschum durch den Ural, danach den Ob bei Salechard kreuzend, und durch das Westsibirische Tiefland mit seiner unwirtlichen Taiga und Tundra bis zum geplanten Hochseehafen bei Igarka am Jenissei führen. Das 1947 begonnene und unter dem Einsatz von hunderttausenden Gulaginsassen betriebene Bauvorhaben wurde nach dem Tod Stalins im Sommer 1953 gestoppt.

### 1947 bis 1976
Am 4. Februar 1947 entschied die sowjetische Regierung, im Verlauf des „Nördlichen Seewegs“ einen neuen Hochseehafen zu bauen. Die Wahl für den Standort des Hafens fiel auf die Gegend nördlich des heutigen Nowy Port an der Westseite des Obbusens, in der Nähe des Kaps Mys Kamenny. Zum landseitigen Anschluss und zur Versorgung bedurfte es einer etwa 500 km langen Eisenbahnstrecke. Diese sollte etwas südwestlich von Workuta als Abzweig von der Petschora-Bahn beginnen und dann den Weg zunächst Richtung Osten durch den Polarural nehmen, um dann – kurz vor der Mündung des Flusses Ob – in Richtung Norden zu verlaufen. Der Bau von Hafen und Bahnstrecke begann im Frühjahr 1947. Jedoch musste man wegen der geringen Wassertiefe des Obbusens einsehen, dass dort keine Hochseeschiffe anlanden können. Man stoppte das Projekt, das die Nummer 502 trug, und verfolgte den Hafenbau an der geplanten Stelle nicht weiter. Da die Bahnstrecke quasi bis zum Ort Labytnangi am Westufer des Ob fertig war und aus strategischen Gründen auf jeden Fall ein neuer Hafen für Hochseeschiffe im „Hohen Norden“ entstehen sollte, änderte man daraufhin den Fokus.
Am 29. Januar 1949 beschloss der Ministerrat der Sowjetunion unter Stalin, im Bezirk Igarka einen Hochseehafen am Jenissei zu bauen. Von der Stadt Salechard bis zum Hafen Igarka musste eine 1200 km lange Eisenbahnstrecke gebaut werden. Projekt Nr. 501 am Fluss Ob und Projekt Nr. 503 am Fluss Jenissei sollten sich als Teile der Polarkreiseisenbahn verbinden. Im Frühling 1949 kamen die ersten Zwangsarbeiter an. Es wurden 100.000 bis 120.000 Menschen, hauptsächlich Gulag-Insassen, dazu eingesetzt. Der erste Zugverkehr sollte schon im Jahre 1952 funktionieren und 1955 die gesamte Bahnstrecke fertig sein. So entstand im Norden der Region Krasnojarsk das Bauprojekt Nr. 503. Die Zentrale war im Dorf Jermakowo. Für die Projektplanung und Vorbereitung sowie die Baustoffe investierte man im Jahre 1949 etwa 62,5 Millionen Rubel. Trotz seiner Größe hörte man nichts vom Projekt Nr. 503, weder in den Zeitungen noch im Radio. Alle Dokumente über dieses Eisenbahnprojekt waren streng geheim.
Nach Stalins Tod wurde das Projekt im Sommer 1953 eingestellt, obgleich manche der zuvor erwähnten Trassenabschnitte der Polarkreiseisenbahn in Betrieb sind. Zudem blieb die Telefonleitung nach Igarka bis 1976 in Betrieb.

### Seit 2011
Anfang Dezember 2011 erhielt die spanische OHL-Gruppe von der Jamalskaja schelesnodoroschnaja kompanija, einer Tochter von RŽD, Gazprom und der Gesellschaft Ural Poljarny, einen Auftrag im Wert von 1,95 Milliarden Euro für den Bau des 390 km langen Abschnitts Labytnangi–Nadym als eingleisige, nicht elektrifizierte Strecke. Der Bau ist in drei Abschnitte unterteilt und umfasst auch den Bau der 1,3 km langen Brücke für Auto- und Schienenverkehr über den Nadym, deren Autoteil im September 2015 eröffnet wurde. Insgesamt wurde von fünf Jahren Bauzeit ausgegangen. Dann jedoch kam es zu Finanzierungsschwierigkeiten und der weitere Bau stockte. Die Fertigstellung der Eisenbahnbrücke Nadym wurde zwischenzeitlich hinter andere Projekte zurückgestellt (Stand 2020).
2017 wurde für die Jahre 2018 bis 2022 der Weiterbau der Strecke von Labytnangi nach Nadym sowie der Ausbau der anschließenden Streckenabschnitte bekanntgegeben. Am 11. Mai 2018 wurde der Grundstein für die 2,5 km lange Obbrücke gelegt, die die Strecke östlich von Labytnangi über den Fluss führen soll. Transportiert werden sollen hier in erster Linie Gas, Öl und Erze.
Anvisiert wird langfristig, die Bahnstrecke Salechard–Igarka insgesamt fertigzustellen, um die großen Bodenschätze der arktischen Gebiete besser erschließen zu können. Neben der Erzgewinnung von Norilsk soll auf diese Weise auch das 1988 entdeckte Erdöl- und Erdgasfeld von Wankor, 130 km westlich von Igarka an der Großen Cheta (Region Krasnojarsk), besser erschlossen werden.